# 莫拉莱哈德萨亚戈
莫拉莱哈德萨亚戈（西班牙語：Moraleja de Sayago）是西班牙卡斯蒂利亚-莱昂萨莫拉省的一个市镇。总面积34平方公里，总人口292人（2001年），人口密度9人/平方公里。